# Córdoba Oro
Der Córdoba Oro (Goldcordoba), kurz Córdoba, ist die Währung Nicaraguas. Ein Córdoba Oro wird in 100 Centavos unterteilt.
Banknoten existieren zu 5, 10, 20, 50, 100, 200, 500 und 1000 Córdobas sowie Münzen zu 5, 10, 25 und 50 Centavos sowie zu 1, 5 und 10 Córdobas.

## Geschichte

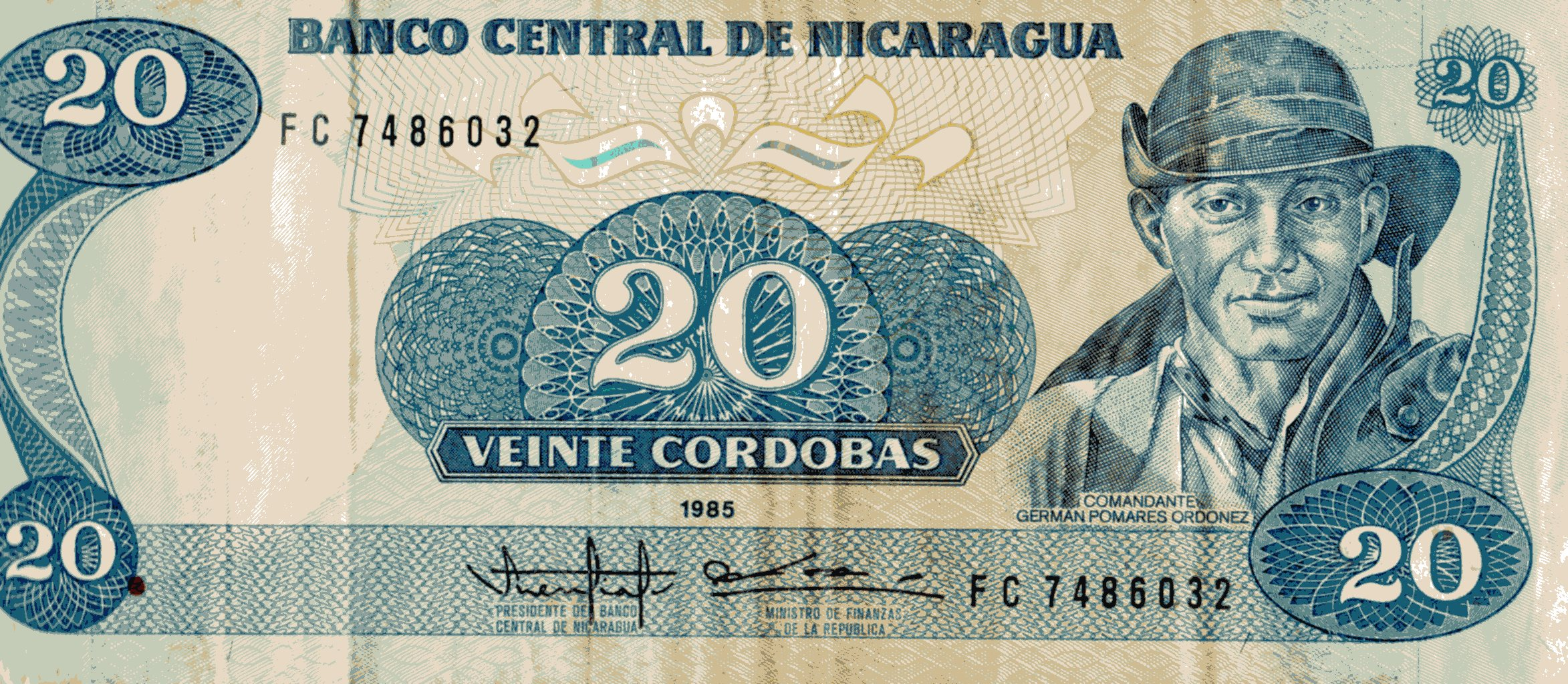
20-Córdoba-Banknote Nicaragua 1985, Vorderseite: Konterfei Comandante Germán Pomares Ordonez

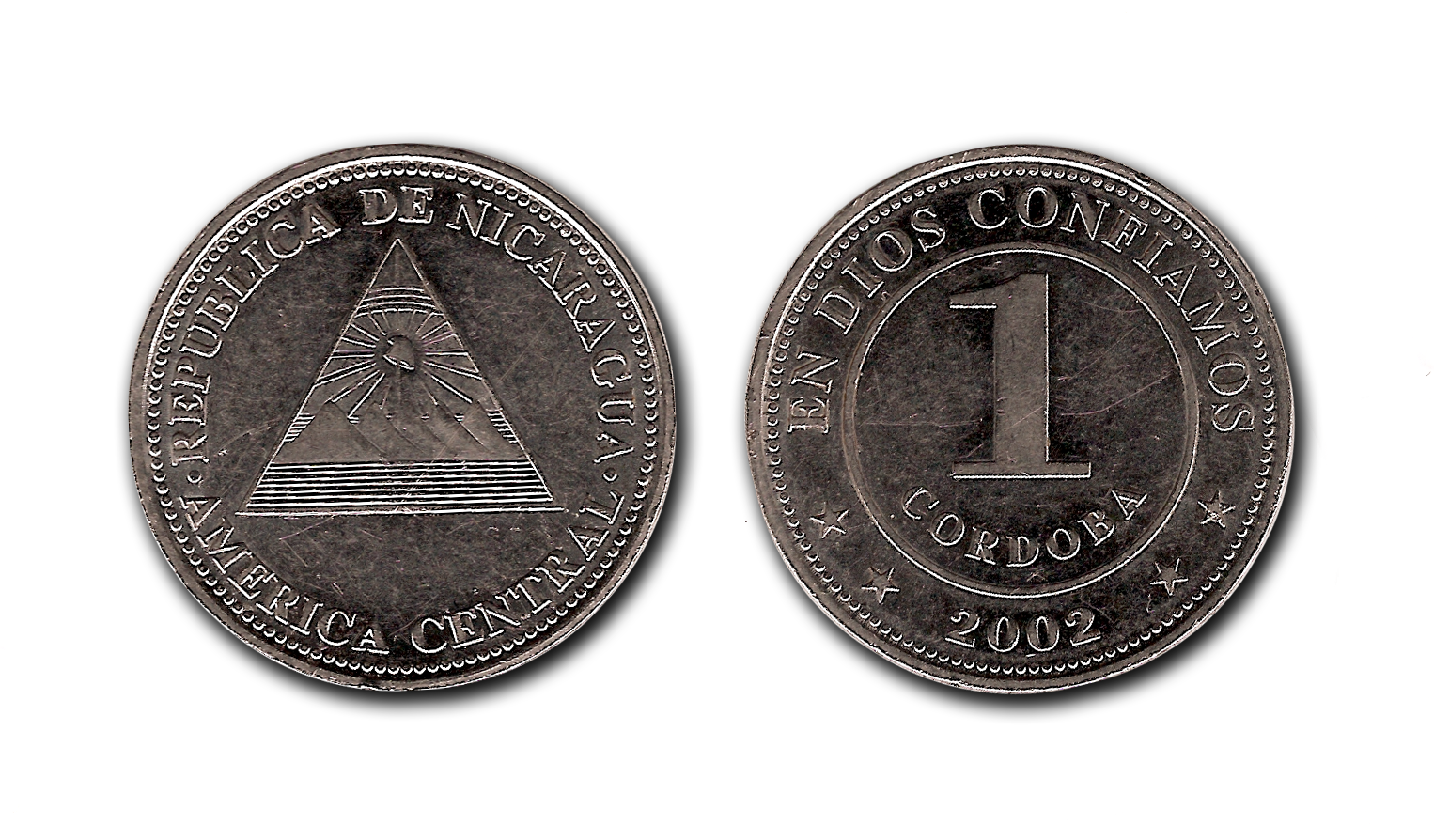
1-Córdoba-Münze aus dem Jahr 2002

Der erste Córdoba (NIO) wurde am 20. März 1912 eingeführt und löste den bis dahin gültigen Peso ab. 12½ alte Pesos ergaben einen Córdoba. Bei seiner Einführung entsprach ein Córdoba einem US-Dollar. Benannt ist der Córdoba nach Francisco Hernández de Córdoba, dem Gründer Nicaraguas.
Wegen starker Inflation unter der Regierung der Sandinisten wurde am 15. Februar 1988 der neue Córdoba (nuevo córdoba) eingeführt, der 1000 alten Córdobas entsprach.
Am 13. Oktober 1990 wurde die Währung erneut umgestellt: 5.000.000 Córdoba für einen neuen Córdoba Oro. Der neuer Córdoba Oro entsprach bei seiner Einführung wiederum einem US-Dollar und wird seitdem von der nicaraguanischen Zentralbank monatlich um etwa 1 % abgewertet.